# バーバラ・ディナーリン
バーバラ・ディナーリン（Barbara Dennerlein、1964年9月25日 - ）は、ドイツのジャズ・オルガン奏者。ハモンドオルガンにベース・ペダルボードを用いた演奏や、シンセサイザー音をオルガンに統合した演奏で高い評価を得ており、評論家ロン・ウィンからは「1980年代に登場した最も興味深いジャズ・オルガン奏者」と評された。

## 略歴

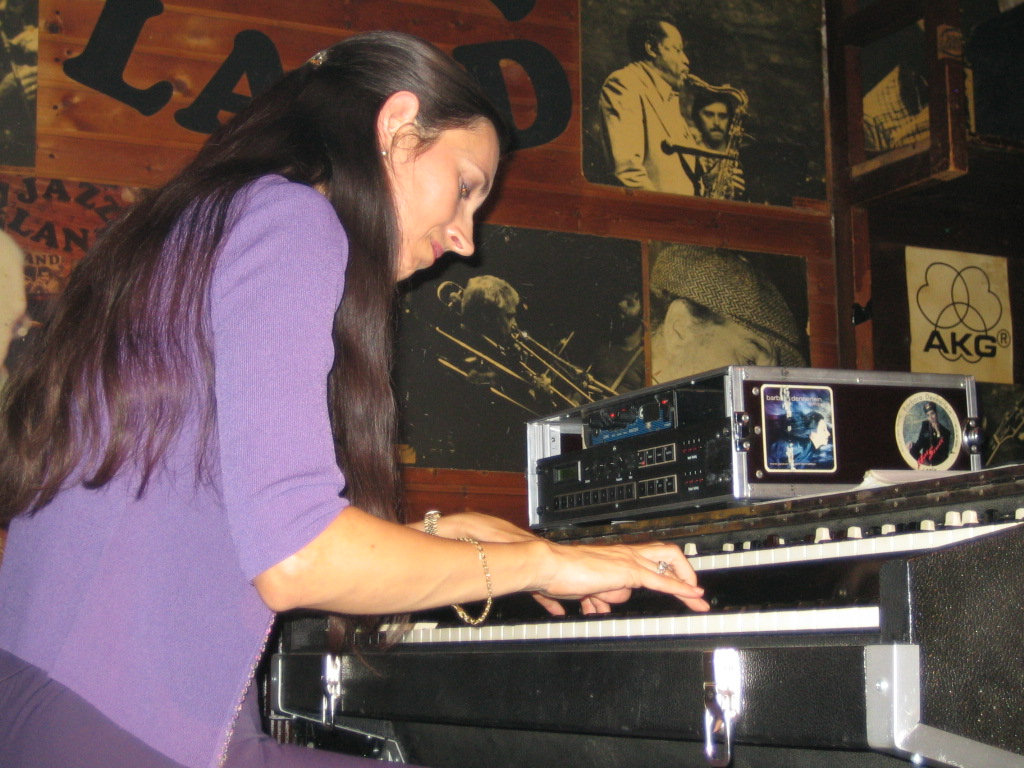
バーバラ・ディナーリン（ウィーンにて、2005年11月）

### 生い立ち
ディナーリンはドイツのミュンヘンで生まれ育った。11歳の時、クリスマスに小さなホーナーのオルガンをもらったことがきっかけでオルガンを弾き始めた。祖父から楽器を学ぶよう勧められ、また、両親もジャズ愛好家だった。ディナーリンは、ハモンドB-3を所有していたポール・グライスルの指導の下で2年間、正式なレッスンを受けた。ホーナーとは異なり、ベース・ペダルボードが搭載されているハモンドに、彼女はすぐ興味を持つようにった。しばらく探してみたものの、その頃にハモンドは生産終了となっていたため、両親から自身のハモンドを入手してもらったのは、13歳の時だった。
14歳でコンサート活動を始め、翌年には初めてジャズ・クラブで演奏した。自身のバンドを率いる際には、グループ内で最年少のミュージシャンであることが多く、経験豊富なミュージシャンたちと共演することを学んでいった。1982年に初めてテレビに出演して以来、「ミュンヘンのオルガン・トルネード」という彼女の地元での評判が広まっていった。

### レコーディング
3枚目のLP『Bebab』が発売されると、ディナーリンは1985年に自身のレコードレーベルを設立し、マネージメント業務も自ら引き受けた。これは、既存のレーベルや、彼女が使用していたB-3ではなく後発のデジタル・モデルを宣伝したかったハモンドからの十分なサポートが得られないと感じたためである。彼女はセルフ・プロデュースしたアルバムで、2つのドイツ・レコード評論家賞を受賞した。その後、エンジャ・レコードのために、またヴァーヴ・レコードのために3枚のレコーディングを行った。これらのレコーディングでは、レイ・アンダーソン、ランディ・ブレッカー、デニス・チェンバース、ロイ・ハーグローヴ、ミッチ・ワトキンス、ジェフ・テイン・ワッツと共演した。

### 楽器
ディナーリンは、ハモンドのペダルボードを改造してアコースティックベースのサンプル音をトリガーし、その効果に感銘を受けた後、サンプラーも演奏できるようにマニュアルを改造することにした。彼女の演奏はソロ演奏だけでなく、カルテット（彼女の「Bebab」バンドなど）でも行われている。どちらの演奏でも、MIDI技術とペダルやマニュアルに内蔵されたトリガーを使ってシンセサイザーやサンプル音をトリガーしている。
様々なプロジェクトを経て、フリードリヒ・グルダといった型破りな音楽家たちと共演した後、ディナーリンは1994年にパイプオルガンの演奏を始めた。2003年以降は、ベルリン・フィルハーモニー管弦楽団とカール・シュケによるオルガンで共演するなど、オーケストラとのジャズ・プロジェクトも展開している。

### 作曲
ディナーリンは、主にジャズの影響を受けており、当初はクラシック音楽や教会音楽には興味がなかったと述べている。しかし、ドイツではクラシック音楽や教会音楽が当時も今も人気がある。彼女は正式な音楽理論に熱心だったことはなく、即興演奏を通して学ぶことを好んだ。しかしながら、ジャズから受けた最大の影響を受けたのは、他の音楽スタイルを自由にミックスできる能力だと彼女は言い、「私にとってジャズは自由の代名詞。偏見や差別からの自由」と述べている。
ディナーリンのファースト・アルバムには、自身の作品が4曲収録されている。彼女の作品は、伝統的なブルース調、ロマンチックでメランコリックなバラードから、スウィング、ビバップ、ファンク、ラテンのリズムといった要素を取り入れたテンポ重視の作品まで多岐にわたる。彼女がスタンダード曲の解釈や自身の作品の多くで用いる速いテンポとリズム・パターンは、ペダルボードでの素早いフットワークを必要とする。ただし、ペダルでは演奏できないスラップ奏法などのテクニックを強調するために、レコーディングではベーシストを起用している。ディナーリンは、楽曲に表現力を加えるために、3/4拍子から4/4拍子への拍子変化や、型破りな和声変化を頻繁に用いている。

## 受賞歴
- 1987年：ドイツ・レコード批評家賞（Preis der deutschen Schallplattenkritik）受賞 - アルバム『Tribute to Charlie』
- 1995年：ドイツ・レコード批評家賞（Preis der deutschen Schallplattenkritik）受賞 - アルバム『テイク・オフ!』
- 1995年：ジャズ賞（ドイツ・ジャズ・チャートで数ヶ月にわたり1位を獲得し、ドイツで年間ベストセラー・ジャズ・アルバムとなったことによる）受賞 - アルバム『テイク・オフ!』

## ディスコグラフィ

### リーダー・アルバム
- Jazz Live Auf Der Böhm (1983年)
- 『オルゲルシュピーレ』 - Orgelspiele (1984年)
- 『ビバッブ』 - Bebab (1985年)
- Days of Wine and Roses (1986年)
- Tribute to Charlie (1987年)
- Barbara Dennerlein Plays Classics (1988年)
- 『ストレート・アヘッド』 - Straight Ahead! (1989年)
- Live on Tour! (1983年)
- 『バーバラ・ディナーリン・デュオ 1988』 - Barbara Dennerlein Duo 1988 (1990年)
- 『ホット・スタッフ』 - Hot Stuff (1990年)
- (Friedrich Gulda) Mozart No End (1991年)
- 『ザッツ・ミー』 - That's Me (1992年)
- Solo (1992年)
- 『テイク・オフ!』 - Take Off! (1995年)
- 『ジュンカヌー』 - Junkanoo (1997年)
- 『アウトヒップト』 - Outhipped (1999年)
- Love Letters (2001年)
- Spiritual Movement No.1 (2002年) ※教会オルガン録音
- In a Silent Mood (2004年)
- It's Magic (2005年)
- The Best of Barbara Dennerlein (2006年)
- Change of Pace (2007年) ※with フィルハーモニー管弦楽団、指揮：ベルント・ルーフ
- Spiritual Movement No. 2 (2008年) ※ライブ at カイザー・ヴィルヘルム記念教会（ベルリン）
- Bebabaloo (2010年)
- Spiritual Movement No. 3 (2012年) ※2008年ライブ録音。フェーリング市立教会（オーストリア）にて。リーガー・オルガン使用。 with エディ・コールドルファー（ギタリスト）
- Studiokonzert (2015年) ※レコーディング・スタジオでのライブ。2トラックのアナログテープに直接録音
- Christmas Soul (2015年)
- My Moments (2016年) ※ディナーリンはオリジナル曲を披露し、観客の前でハモンドB-Eとパイプオルガンを演奏